# Hans Kunterbunt
Hans Kunterbunt war eine illustrierte Kinderzeitschrift, die von September 1926 bis (vermutlich) 1941 als Beilage der Leipziger Neueste Nachrichten und auch im Direktbezug erschien. Bedeutende Illustratoren der Zeitschrift waren Carl Ernst Fischer und Carl Storch.